# Bürgewald (Merzenich)

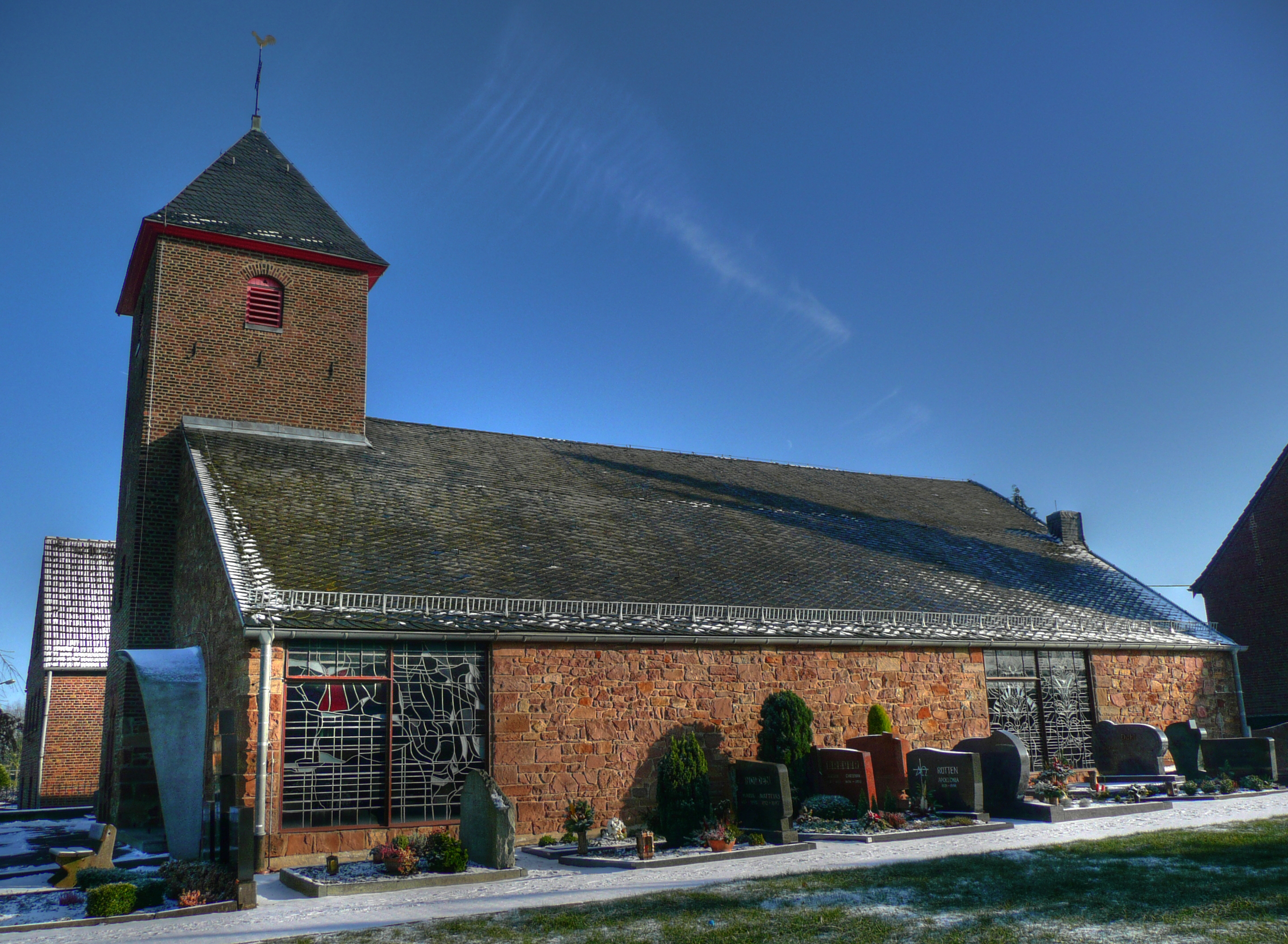
Katholische Pfarrkirche St. Lambertus vor dem Brand im Jahr 2023

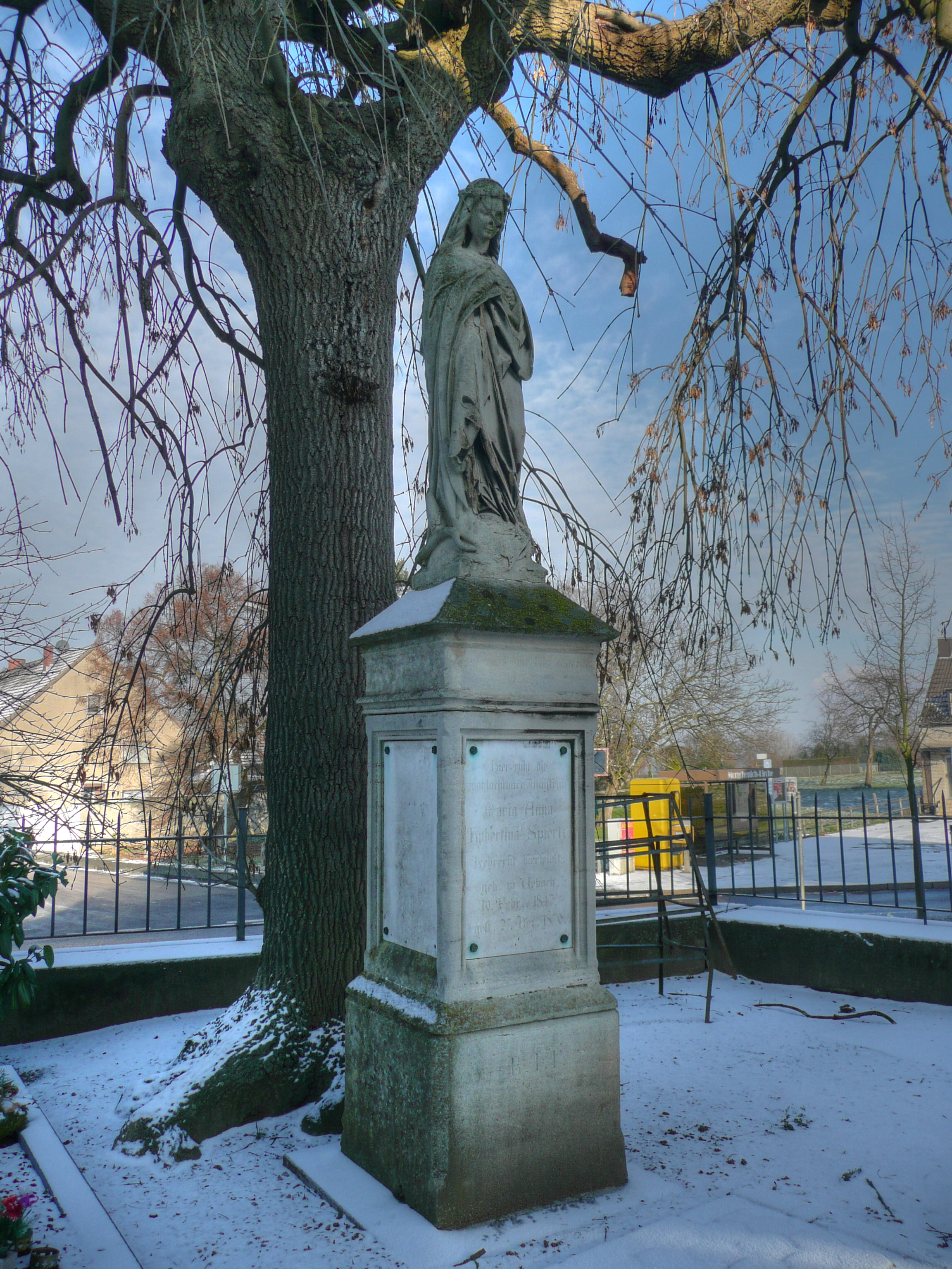
Grabdenkmal aus dem 19. Jahrhundert

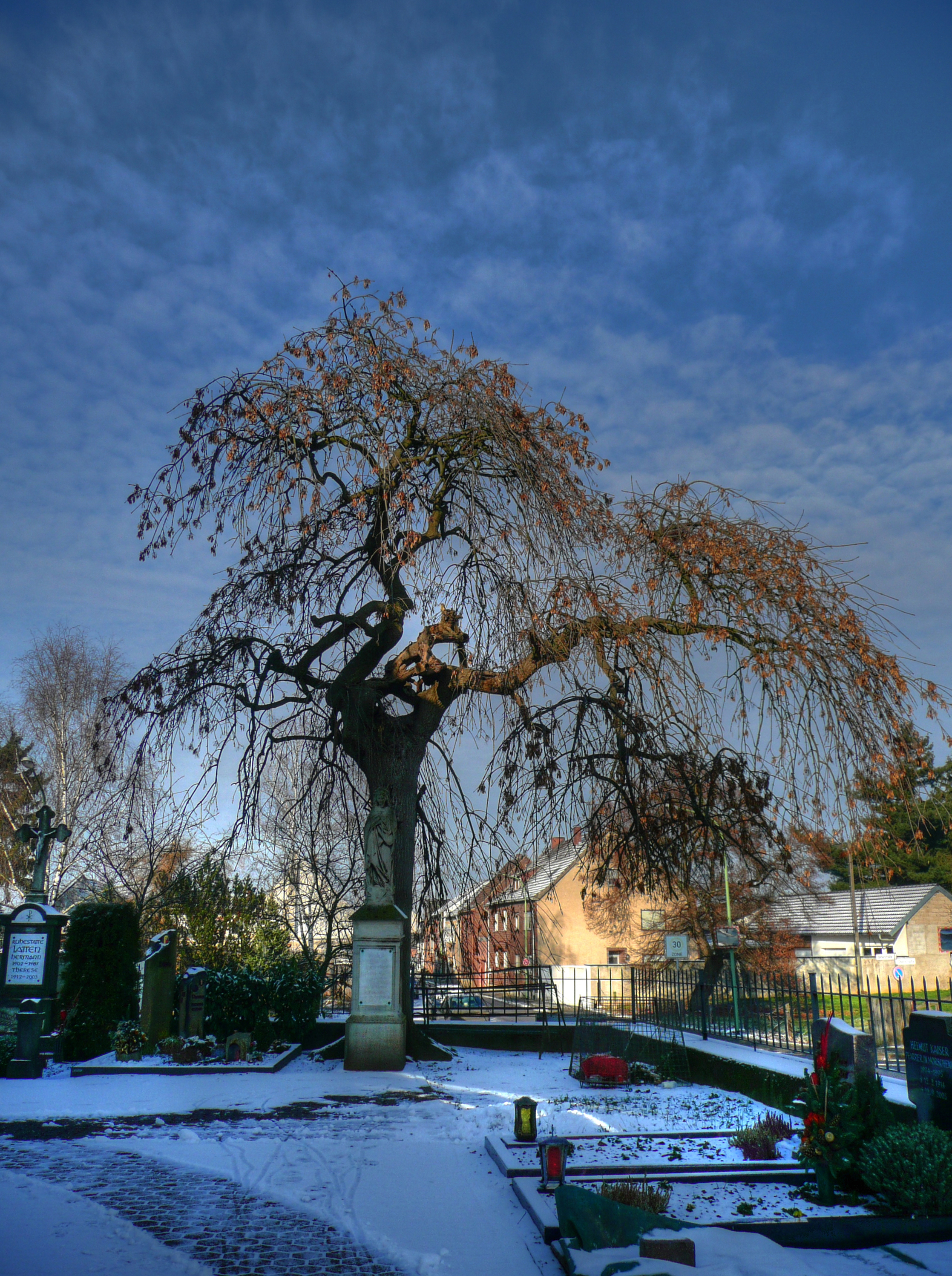
Auf dem Bürgewalder Kirchhof

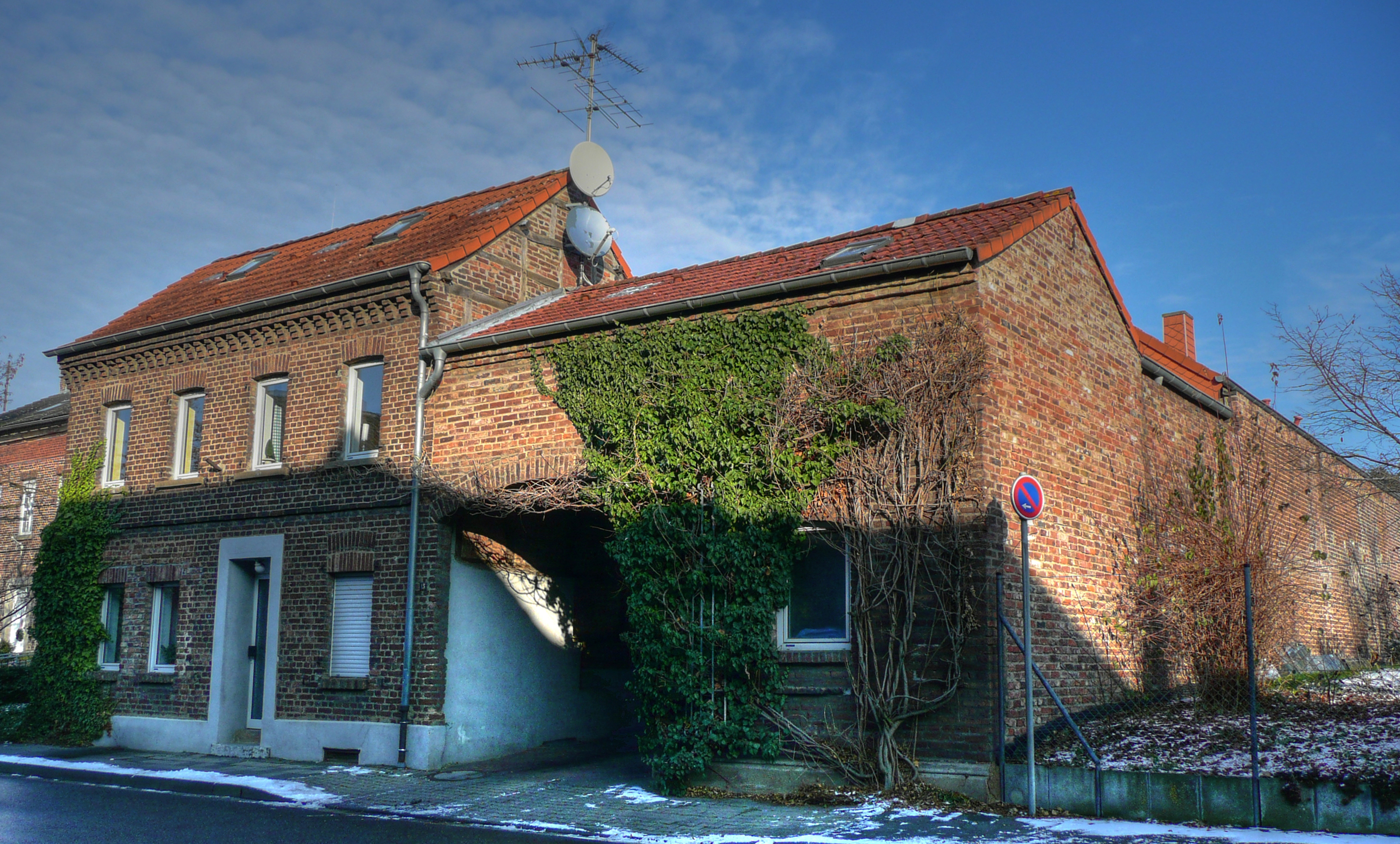
Hofstelle in Bürgewald

Bürgewald (bis 2015 Morschenich, danach bis Juli 2024 Morschenich-Alt) ist ein Ortsteil der Gemeinde Merzenich im Kreis Düren, Nordrhein-Westfalen. Der Ort liegt im ursprünglich geplanten Abbaugebiet des Tagebaus Hambach und sollte diesem weichen. Die Bewohner wurden deshalb seit dem Jahr 2015 in den neu entstehenden Ort Morschenich-Neu umgesiedelt. Im Januar 2020 erklärte der Tagebaubetreiber RWE, auf eine Abbaggerung Morschenichs verzichten zu wollen. Seit dem Juli 2024 trägt der Ort offiziell den neuen Namen Bürgewald, mit dem Zusatz „Ort der Zukunft“.
Im gleichen Zuge wurde der Ort Morschenich-Neu in Morschenich umbenannt.

## Geographie

### Lage
Der Ort liegt direkt am gleichnamigen Bürgewald, einem Waldgebiet zwischen Rur und Erft, das den Ort im Westen und Norden umgibt. Noch bis ins 19. Jahrhundert hinein war der Ort eine Lichtung im Wald. Durch den Ort verläuft die Landesstraße 257. Der Ort grenzt östlich an die Kerpener Stadtteile Buir und Manheim-Alt im Rhein-Erft-Kreis, westlich an Arnoldsweiler, Ellen und Merzenich.

## Geschichte
Über den Ursprung des Ortsnamens Morschenich gibt es zwei Varianten. Die eine besagt, dass der Name Moirsazzin von Siedlern aus dem emsländischen Morsatengau stammt, die als Morsassen bekannt wurden. Die andere Version besagt, dass der keltische Name Morsiniacum mit einer deutschen „ich“-Endung zu Morschenich umgewandelt wurde.
Erstmals erwähnt wird der Ort im Jahre 1158 bei der Besiedlung durch die Moorsassen. In der Territorialzeit gehörte der Ort zum Amt Nörvenich und zum Dingstuhl Hambach.
1794 wurde die Gemeinde Morschenich der Mairie Arnoldsweiler im französischen Département de la Roer angeschlossen, wozu außerdem noch die beiden Gemeinden Arnoldsweiler und Ellen gehörten. Nachdem das Dorf 1815 an Preußen gefallen war, wurde die Mairie 1816 in Bürgermeisterei Arnoldsweiler umbenannt. An der Zusammensetzung änderte sich nichts. 1927 wurde die Bürgermeisterei in Amt umbenannt und am 8. März 1936 fusionierten die beiden Ämter Arnoldsweiler und Merzenich zum neuen Amt Merzenich. Dazu gehörten von nun an die Gemeinden Arnoldsweiler, Ellen, Girbelsrath, Golzheim, Merzenich und Morschenich. Am 1. Juli 1969 wurde die Gemeinde Morschenich aufgelöst und nach Merzenich eingemeindet.
Das Ultraleichtfluggelände Morschenich wurde 1987 gegründet.
Ab 2015 wurden die Bewohner des Ortes sukzessive umgesiedelt. Im Jahr 2017 fand im Ort das letzte und gleichzeitig in Morschenich-Neu das erste Schützenfest statt. Seitdem verlagerte sich das Vereinsleben zusehends auf den neuen Ort.
Ende des Jahres 2020 wurden sämtliche Häuser der Ludwig-Rixen-Straße, der Elsdorfer Straße und der Straße Auf dem Goldacker abgerissen. Diese wurden in den 1950er Jahren erbaut und standen im Zuge der Umsiedlung zu einem großen Teil bereits seit Jahren leer. Der historische Ortskern blieb hierbei unangetastet.
Im Juli 2024 wurde der Ort offiziell in Bürgewald umbenannt, im gleichen Zuge wurde der durch die Umsiedlung errichtete Ort Morschenich-Neu in Morschenich umbenannt, die Erweiterung „Neu“ entfiel damit, entsprechend wurden Ortsschilder getauscht.

### Bürgewald
1360 wurde das heutige Bürgewald als Morßhusen in einer Urkunde von Herzog Wilhelm I. von Jülich aufgeführt, die den Wachszins von insgesamt 26 an der Bürge gelegenen Orten an die Pfarrkirche von Arnoldsweiler bestätigt. All diese Orte, so auch Bürgewald, mussten jährlich am Pfingstdienstag den Wachszins nach Arnoldsweiler bringen. Die Bürger des Ortes hatten eine Kerze von 4 Pfund Wachs abzuliefern. Dieses Kerzenopfer ist auf die Legende des hl. Arnoldus zurückzuführen, durch den die aufgeführten Orte den Wald nutzen durften. Zuvor stand dieser unter kaiserlichem Wildbann. Über Jahrhunderte nutzten die berechtigten Gemeinden den Wald gemeinsam, erst 1775 wurde jeder Gemeinde ein gesondertes Waldstück zugewiesen. Bürgewald erhielt ebenfalls ein Stück des Waldes, die Morschenicher Bürge.

## Gegenwart und Zukunft
Ursprünglich sollte Bürgewald dem Tagebau Hambach weichen. Ab 2015 wurden die Menschen, die dort wohnten, in das neu entstandene Morschenich-Neu (nun Morschenich) umgesiedelt. Dann kam die Entscheidung zum frühzeitigen Kohleausstieg, die dafür sorgte, dass der Ort nicht mehr abgebaggert werden sollte.
Durch die Förderung mit Mitteln von Bund und Land soll Bürgewald zum ersten „Ort der Zukunft“ im Rheinischen Revier werden, heißt es von der Landesregierung. Menschen, die früher in Bürgewald lebten, würden gerne ihr Haus zurückkaufen und wieder ins Dorf ziehen.
Das neue Dorf Morschenich wurde im Osten von Merzenich „Zwischen den Höfen“, jenseits der L264, erbaut, dieser Standort wurde durch eine Bürgerbefragung festgelegt.
Am 15. Juni 2019 wurde die Kirche in Bürgewald als letzte im ursprünglich beanspruchten Tagebaugebiet Hambach entweiht. Am 17. April 2023 wurde sie durch einen Brand zerstört.
Denkmalpfleger des Landschaftsverbandes Rheinland untersuchten den historischen Gebäudebestand Bürgewalds und gaben Empfehlungen, welche Gebäude erhaltenswert und typisch für den ländlichen Raum sind.

## Bevölkerungsentwicklung
| Jahr | Einwohnerzahl |
| ---- | ------------- |
| 1933 | 489 Einwohner |
| 1939 | 428 Einwohner |
| 1970 | 621 Einwohner |
| 1980 | 580 Einwohner |
| 1990 | 555 Einwohner |
| 2000 | 534 Einwohner |
| 2010 | 506 Einwohner |
| 2013 | 508 Einwohner |
| 2016 | 386 Einwohner |
| 2018 | 205 Einwohner |
| 2020 | 174 Einwohner |

## Schulen, Kindergarten
Im Ort befand sich die Kindertagesstätte Bürgewald mit 50 Plätzen, diese zog 2020 in einen Neubau am Umsiedlungsstandort Morschenich um. Grundschule und Gesamtschule befinden sich in Merzenich, die Hauptschule in Nörvenich.

## Verkehr
Etwa einen Kilometer vom Ort entfernt verläuft die Bundesautobahn 4. Nächste Anschlussstelle ist die Abfahrt Merzenich.
Busse des Rurtalbus durchfahren den Ort auf den AVV-Linien 217 und 229. Bis zum 31. Dezember 2019 wurde der Busverkehr von der Dürener Kreisbahn erbracht.
| Linie | Verlauf                                                                                                   |
| ----- | --- |
| 217   | Merzenich Schule – Poolplatz – Schöne Aussicht – Girbelsrath (→ Morschenich-Neu → Morschenich) – Golzheim |
| 229   | Arnoldsweiler – Merzenich Bf / Morschenich                                                                |

Nächste Haltepunkte der Deutschen Bahn sind die S-Bahnhaltestellen Merzenich und Buir.

## Kirche
Bereits im 12. Jahrhundert gab es in Bürgewald eine Kapelle. Sagen erzählen von einer Jagdkapelle im Wald im 8. Jahrhundert.
Die Pfarrkirche St. Lambertus wurde im 16. Jahrhundert erbaut. Nach den Bombenschäden des Zweiten Weltkrieges baute der Düsseldorfer Dombaumeister Lehmbrock an den erhaltenen Backsteinturm eine zweischiffige Halle aus Bruchsteinen.

## Versuchsanlage
In der Morschenicher Bürge, nördlich des Ortes, gab es von 1939 bis 1955 eine Großversuchsanlage die Schachtanlage Union 103, in der man versuchte, Braunkohle im Untertagebau abzubauen. Vor allem die geologischen Verhältnisse ließen einen wirtschaftlichen Abbau nicht zu, so dass das Vorhaben nach wenigen Jahren beendet wurde.

## Vereine
- UL-Aero-Club Morschenich e. V.
- St.-Lambertus Schützenbruderschaft Morschenich e. V.

## Sonstiges
Bei Bürgewald gibt es das Ultraleichtfluggelände Morschenich. Hinter diesem befindet sich die Siedlung der sogenannten Hambacher-Forst-Besetzung.